# Bilal Bafdili
Bilal Bafdili (3 agosto 2004) è un calciatore belga, centrocampista del Malines.

## Caratteristiche tecniche
Gioca come trequartista.

## Carriera
Bafdili è cresciuto nel settore giovanile dello Standard Liegi, per poi passare nel 2020 in quello del Malines. Ha debuttato in prima squadra il 28 gennaio 2023 nell'incontro di Pro League perso 2-0 contro il Westerlo ed ha segnato la sua prima rete il 24 febbraio 2024, nel successo per 3-0 contro il Kortrijk.

## Statistiche

### Presenze e reti nei club
Statistiche aggiornate al 17 agosto 2024.
| Stagione        | Squadra         | Campionato      | Campionato | Campionato | Coppe nazionali | Coppe nazionali | Coppe nazionali | Coppe continentali | Coppe continentali | Coppe continentali | Altre coppe | Altre coppe | Altre coppe | Totale | Totale | Totale |
| Stagione        | Squadra         | Comp            | Pres       | Reti       | Comp            | Pres            | Reti            | Comp               | Pres               | Reti               | Comp        | Pres        | Reti        | Pres   | Reti   |        |
| --------------- | --------------- | --------------- | ---------- | ---------- | --------------- | --------------- | --------------- | ------------------ | ------------------ | ------------------ | ----------- | ----------- | ----------- | ------ | ------ | ------ |
| 2022-2023       | Malines         | D1              | 2          | 0          | CB              | 0               | 0               |                    | -                  | -                  |             | -           | -           | 2      | 0      |        |
| 2023-2024       | Malines         | D1              | 19         | 3          | CB              | 1               | 0               |                    | -                  | -                  | SB          | 0           | 0           | 20     | 3      |        |
| 2024-2025       | Malines         | D1              | 4          | 0          | CB              | 0               | 0               |                    | -                  | -                  |             | -           | -           | 4      | 0      |        |
| Totale carriera | Totale carriera | Totale carriera | 25         | 3          |                 | 1               | 0               |                    | -                  | -                  |             | 0           | 0           | 26     | 3      |        |